# 大佛寺 (新昌)
新昌大佛寺，位于浙江省绍兴市新昌县石城山，汉族地区佛教全国重点寺院之一。

## 历史沿革
新昌大佛寺创建于东晋永和年间。345年，高僧昙光受竺道潜和支遁影响，慕名到石城山，草建“隐岳寺”。南梁天监六年（507年），梁建安王肃伟派僧祐到此主持续凿工程，在天监十五年（516年）佛像告成。由于凿刻大佛历经三位高僧，大佛也被称为“三生圣迹”。

## 建筑风格
大佛宝像坐落于仙髻岩的石窟中，石窟之外为大雄宝殿，为大佛寺的核心区域。大佛造像座高2米，整个造像宏伟壮丽，被称为“江南第一大佛”。
另外，大佛寺外山门内有放生池。放生池南面岩壁“南无阿弥陀佛”为弘一法师所题，“放生池”三字为钱思廉所写。

## 图集

寺中的木化石
寺中的木化石